# São João de Meriti
São João de Meriti este un oraș în unitatea federativă Rio de Janeiro (RJ), Brazilia.

## Organizarea teritorială
São João de Meriti este împărțit administrativ în 21 de bairros (cartiere) și 3 distritos (districte).
| Bairros            |
| ------------------ |
| Agostinho Porto    |
| Centro             |
| Coelho da Rocha    |
| Éden               |
| Engenheiro Belford |
| Grande Rio         |
| Jardim Meriti      |
| Jardim Metrópole   |
| Jardim Sumaré      |
| Parque Alian       |
| Parque Analândia   |
| Parque Araruama    |
| Parque Novo Rio    |
| Parque Tietê       |
| São Mateus         |
| Tomazinho          |
| Venda Velha        |
| Vila Norma         |
| Vila Rosali        |
| Vilar dos Teles    |
| Vilar Tiradentes   |

| Distritos          |
| ------------------ |
| Coelho da Rocha    |
| São João de Meriti |
| São Mateus         |